# SN 2007eq
SN 2007eq – supernowa typu Ib/c odkryta 13 czerwca 2007 roku w galaktyce A234805+2814. W momencie odkrycia miała maksymalną jasność 18,90m.